# Antalgique
Pour le personnage de fiction, voir Analgésix.
 (août 2012).
Si vous disposez d'ouvrages ou d'articles de référence ou si vous connaissez des sites web de qualité traitant du thème abordé ici, merci de compléter l'article en donnant les références utiles à sa vérifiabilité et en les liant à la section « Notes et références ».

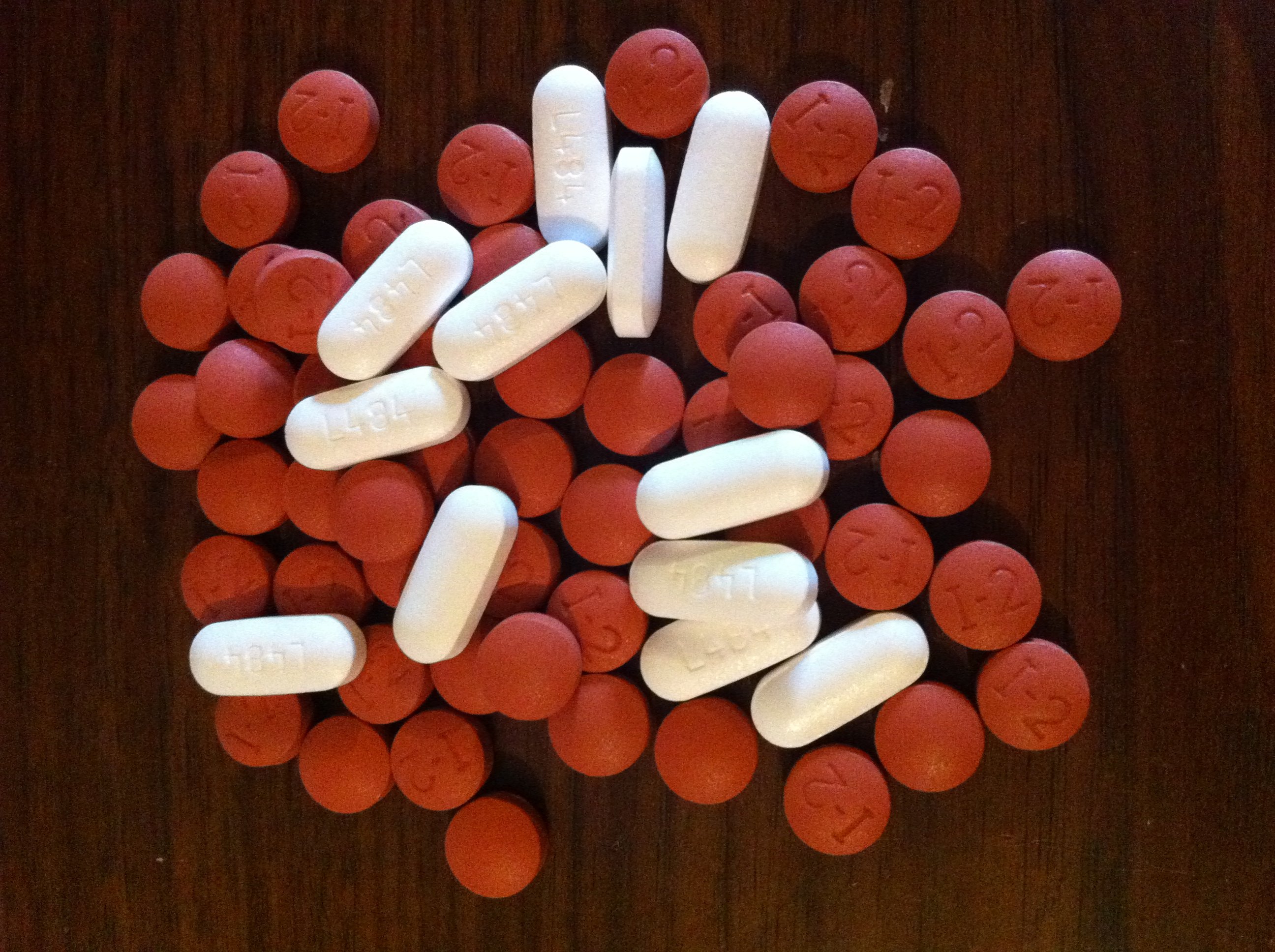
Comprimés de paracétamol et d'ibuprofène.

Un antidouleur, antalgique ou analgésique est un médicament utilisé en médecine dans le traitement de la douleur (antalgie ou analgésie) d'un patient.
En théorie, on différencie les antalgiques, qui ont pour rôle de diminuer la douleur, et les analgésiques, qui suppriment la sensibilité à la douleur. Ainsi, le terme antalgique serait à réserver au paracétamol et à l’aspirine, alors que le terme analgésique évoque plutôt les morphiniques. Toutefois, en pratique, les deux termes sont employés comme synonymes[source insuffisante].
L'OMS a classé ceux-ci en trois paliers selon leur activité.

## Indications
Un antalgique est utilisé pour le traitement de la douleur, causée par exemple par des céphalées comme les migraines, des douleurs chroniques, des douleurs à la suite d'une opération chirurgicale. Certains sont disponibles uniquement sur ordonnance médicale.
Les besoins en antalgiques varient selon les sujets et, pour un même sujet, selon les circonstances. Un exemple extrême en est celui observé dans un contexte de guerre : dans le stress intense du champ de bataille, la quantité d'endorphines générée par le stress entraîne une autoanalgésie relative[réf. nécessaire].
Depuis quelques années[Quand ?], les médecins et les autorités ont pris conscience que la prise en charge de la douleur était primordiale pour améliorer le « confort » du malade et donc pour accélérer sa guérison.

## Classification
Afin d’établir des repères, l’OMS a classé les différentes substances en trois paliers, selon leur activité.

### Palier 1
Le palier 1 concerne le paracétamol, le néfopam, la noramidopyrine et les anti-inflammatoires non stéroïdiens tels que l’ibuprofène, l'aspirine etc. En cas de douleur jugée faible ou modérée par un médecin, ces médicaments sont prescrits en premier. Les anti-inflammatoires agissent principalement par inhibition de la cyclo-oxygénase, une enzyme responsable d’une cascade de réactions à l’origine, entre autres, de la douleur. Les effets secondaires les plus fréquents sont surtout gastriques, mais d’autres troubles très graves peuvent survenir en cas de surdosage.
Ils peuvent être utilisés par voie intraveineuse, intramusculaire, orale ou intrarectale.

### Paliers 2 et 3

#### Palier 2
Le palier 2 concerne les antalgiques opiacés « faibles » et opioïdes mineurs comme la codéine, la dihydrocodéine et le tramadol. Depuis 2015, on retrouve aussi des spécialités directement à base de poudre d'opium. La codéine et le tramadol sont souvent associés à des antalgiques de palier 1, car leurs modes d’action sont différents et complémentaires. On dit que leur action est synergique. Ces antalgiques sont utilisés en cas de douleur modérée à intense. Ce type de substance agit au niveau du cerveau sur des récepteurs spécifiques responsables de l’abolition de la douleur. Les principaux effets secondaires comprennent constipation, somnolence, nausées, vomissements, voire difficultés respiratoires. Ce type de composés expose à une dépendance physique.
Le dextropropoxyphène, molécule anciennement classée parmi ces antalgiques, a été retiré du marché français en mars 2011 par l'Agence française de sécurité sanitaire des produits de santé (ANSM), à la suite d'un avis de 2009 de l'Agence européenne du médicament (en anglais : EMA), en raison des risques mortels en cas de surdosage, dus à des abus « récréatifs » et marginaux.

#### Palier 3
La majeure partie des antalgiques du palier 3 concerne les opiacés et opioïdes forts : la morphine et ses dérivés comme le sufentanil, le rémifentanil, le fentanyl, l'alfentanil, l'hydromorphone, la péthidine, etc. Certains sont des agonistes partiels, tels que la buprénorphine ou la nalbuphine. Ces médicaments ont le même mode d’action que ceux du palier 2 mais sont plus puissants. Ils sont utilisés en cas de douleurs intenses ou rebelles aux antalgiques de niveau 2. Ils ont les mêmes effets secondaires que les antalgiques opiacés et opioïdes faibles et peuvent entraîner les mêmes problèmes de dépendance.

#### Caractéristiques communes
Ils peuvent être utilisés par voie intraveineuse, sous-cutanée, intramusculaire, transdermique (patch) ou orale (per os).
Ces médicaments font partie des plus puissants actuellement connus mais ne sont pas dénués d'effets secondaires (par exemple, la détresse respiratoire, l'apnée, la baisse de la vigilance, la somnolence voire le coma toxique, les nausées et vomissements, la constipation, la rétention d'urine, le syndrome de sevrage...) et ne sont pas toujours suffisamment efficaces sur certaines douleurs.
Tous ces médicaments ne sont pas équivalents entre eux et certaines associations sont contre-indiquées sous peine de voir s'annuler les effets de chaque médicament (effet antagoniste).
Certaines molécules sont très rapidement efficaces (20 secondes) mais pour très peu de temps (1 à 2 minutes) : c'est le cas du rémifentanil. D'autres agissent plus lentement (15 minutes) mais pendant plus longtemps (3 à 4 heures), comme la morphine. Ainsi, ces molécules ne seront pas employées dans les mêmes circonstances. Elles peuvent avoir un temps d'efficacité très long, c'est le cas de la buprénorphine absorbée en 8 minutes et efficace pendant plus de 24 heures, qui agit partiellement sur les mêmes récepteurs que les morphiniques classiques (récepteurs μ), mais aussi sur les récepteurs κ et δ ; c'est grâce à sa forte fixation aux récepteurs μ et à sa lente dissociation que sa durée d'action est très longue. La buprénorphine est également administrée comme traitement de substitution aux opiacés.

## Co-antalgiques
À côté des traitements antalgiques classiques, il existe d’autres médicaments qui favorisent l’action des antalgiques ou qui agissent sur la cause de la douleur, on les appelle les co-antalgiques. Les molécules présentes dans ce groupe n'ont pas été développées pour leur action analgésique mais c'est à l'usage que l'on a pu se rendre compte de cet effet. On trouve dans ce groupe :
- certains antidépresseurs, notamment les tricycliques et les IRSNa[6], sont utilisés dans les douleurs neuropathiques. L'effet analgésique survient avant l'effet antidépresseur ;
- les neuroleptiques, qui ont également un effet anxiolytique ;
- les benzodiazépines, qui ont également des effets anxiolytiques, myorelaxants, amnésiants, sédatifs et hypnotiques ;
- les antiépileptiques, qui ont un intérêt dans les douleurs d'origine neurologique ;
- les corticostéroïdes, dont l'effet analgésique passe par une action anti-inflammatoire ;
- la calcitonine, utilisée dans certaines douleurs osseuses ;
- les antispasmodiques, utilisés dans les douleurs viscérales des voies digestives, urinaires et gynécologiques, comme la trimébutine, le phloroglucinol ou la mébévérine ;
- le MEOPA (mélange équimolaire oxygène-protoxyde d'azote), utilisé dans la prise en charge des douleurs provoquées par les soins.